# Pour que tu m'aimes encore
"Pour que tu m'aimes encore" is een nummer van de Canadese zangeres Céline Dion. Het nummer verscheen op haar Franstalige album D'eux uit 1995. Op 13 maart van dat jaar werd het uitgebracht als de eerste single van het album.

## Achtergrond
"Pour que tu m'aimes encore" is geschreven en geproduceerd door Jean-Jacques Goldman. De titel is naar het Nederlands te vertalen als "Zodat je weer van me houdt". Het nummer wordt gezongen vanuit het oogpunt van een vrouw die haar voormalige geliefde smeekt om terug te komen en zegt dat zij alles zou doen zodat hij weer van haar houdt. Het nummer is volgens Dion de grootste Franstalige hit uit haar carrière. Zij nam het nummer ook in het Engels op onder de titel "If That's What It Takes" voor haar album Falling into You uit 1996.
"Pour que tu m'aimes encore" werd op 13 maart 1995 als single uitgebracht in Franstalige landen, terwijl het in september van dat jaar uitkwam in andere Europese landen. In oktober 1996 kwam het ook in Japan uit. In Canada verscheen het enkel als radiosingle en kon het zo geen hitlijsten bereiken. Het werd een grote hit in Frankrijk, waar het twaalf weken op de eerste plaats in de hitlijsten stond en het de best verkochte en meest gedraaide single van 1995 werd. In de Waalse Ultratop 50 stond het vijftien weken op de eerste plaats. Ook in het Verenigd Koninkrijk en Ierland werd het een top 10-hit, wat uitzonderlijk was voor een Franstalig nummer. In Nederland kwam de single respectievelijk tot de derde en vierde plaats in de Top 40 en de Mega Top 50, terwijl in Vlaanderen de tweede plaats in de Ultratop 50 werd gehaald.
"Pour que tu m'aimes encore" werd naar het Nederlands vertaald onder de titel "Omdat ik zo van je hou". De tekst bij deze versie werd geschreven door Belinda Anholt en Gordon en werd een grote hit voor Gordon. Zijn versie stond zelfs nog eerder dan de oorspronkelijke versie in de Nederlandse hitlijsten. In zowel de Top 40 als de Mega Top 50 behaalde hij de vierde plaats.
Belgische zanger Bart Peeters zingt het met andere titel en vertaling: 'Tot je weer van me houdt.'

## Hitnoteringen

### Céline Dion

#### Nederlandse Top 40
| Hitnotering: 09-09-1995 t/m 27-01-1996 | Hitnotering: 09-09-1995 t/m 27-01-1996 | Hitnotering: 09-09-1995 t/m 27-01-1996 | Hitnotering: 09-09-1995 t/m 27-01-1996 | Hitnotering: 09-09-1995 t/m 27-01-1996 | Hitnotering: 09-09-1995 t/m 27-01-1996 | Hitnotering: 09-09-1995 t/m 27-01-1996 | Hitnotering: 09-09-1995 t/m 27-01-1996 | Hitnotering: 09-09-1995 t/m 27-01-1996 | Hitnotering: 09-09-1995 t/m 27-01-1996 | Hitnotering: 09-09-1995 t/m 27-01-1996 | Hitnotering: 09-09-1995 t/m 27-01-1996 | Hitnotering: 09-09-1995 t/m 27-01-1996 | Hitnotering: 09-09-1995 t/m 27-01-1996 | Hitnotering: 09-09-1995 t/m 27-01-1996 | Hitnotering: 09-09-1995 t/m 27-01-1996 | Hitnotering: 09-09-1995 t/m 27-01-1996 | Hitnotering: 09-09-1995 t/m 27-01-1996 | Hitnotering: 09-09-1995 t/m 27-01-1996 | Hitnotering: 09-09-1995 t/m 27-01-1996 | Hitnotering: 09-09-1995 t/m 27-01-1996 | Hitnotering: 09-09-1995 t/m 27-01-1996 |
| Week                                   | 1                                      | 2                                      | 3                                      | 4                                      | 5                                      | 6                                      | 7                                      | 8                                      | 9                                      | 10                                     | 11                                     | 12                                     | 13                                     | 14                                     | 15                                     | 16                                     | 17                                     | 18                                     | 19                                     | 20                                     |                                        |
| -------------------------------------- | -------------------------------------- | -------------------------------------- | -------------------------------------- | -------------------------------------- | -------------------------------------- | -------------------------------------- | -------------------------------------- | -------------------------------------- | -------------------------------------- | -------------------------------------- | -------------------------------------- | -------------------------------------- | -------------------------------------- | -------------------------------------- | -------------------------------------- | -------------------------------------- | -------------------------------------- | -------------------------------------- | -------------------------------------- | -------------------------------------- | -------------------------------------- |
| Positie                                | 33                                     | 25                                     | 16                                     | 11                                     | 9                                      | 7                                      | 5                                      | 5                                      | 3                                      | 4                                      | 4                                      | 4                                      | 6                                      | 9                                      | 13                                     | 18                                     | 27                                     | 28                                     | 30                                     | 30                                     | uit                                    |

#### Mega Top 50
| Hitnotering: 09-09-1995 t/m 27-01-1996 | Hitnotering: 09-09-1995 t/m 27-01-1996 | Hitnotering: 09-09-1995 t/m 27-01-1996 | Hitnotering: 09-09-1995 t/m 27-01-1996 | Hitnotering: 09-09-1995 t/m 27-01-1996 | Hitnotering: 09-09-1995 t/m 27-01-1996 | Hitnotering: 09-09-1995 t/m 27-01-1996 | Hitnotering: 09-09-1995 t/m 27-01-1996 | Hitnotering: 09-09-1995 t/m 27-01-1996 | Hitnotering: 09-09-1995 t/m 27-01-1996 | Hitnotering: 09-09-1995 t/m 27-01-1996 | Hitnotering: 09-09-1995 t/m 27-01-1996 | Hitnotering: 09-09-1995 t/m 27-01-1996 | Hitnotering: 09-09-1995 t/m 27-01-1996 | Hitnotering: 09-09-1995 t/m 27-01-1996 | Hitnotering: 09-09-1995 t/m 27-01-1996 | Hitnotering: 09-09-1995 t/m 27-01-1996 | Hitnotering: 09-09-1995 t/m 27-01-1996 | Hitnotering: 09-09-1995 t/m 27-01-1996 | Hitnotering: 09-09-1995 t/m 27-01-1996 | Hitnotering: 09-09-1995 t/m 27-01-1996 | Hitnotering: 09-09-1995 t/m 27-01-1996 |
| Week                                   | 1                                      | 2                                      | 3                                      | 4                                      | 5                                      | 6                                      | 7                                      | 8                                      | 9                                      | 10                                     | 11                                     | 12                                     | 13                                     | 14                                     | 15                                     | 16                                     | 17                                     | 18                                     | 19                                     | 20                                     |                                        |
| -------------------------------------- | -------------------------------------- | -------------------------------------- | -------------------------------------- | -------------------------------------- | -------------------------------------- | -------------------------------------- | -------------------------------------- | -------------------------------------- | -------------------------------------- | -------------------------------------- | -------------------------------------- | -------------------------------------- | -------------------------------------- | -------------------------------------- | -------------------------------------- | -------------------------------------- | -------------------------------------- | -------------------------------------- | -------------------------------------- | -------------------------------------- | -------------------------------------- |
| Positie                                | 31                                     | 22                                     | 13                                     | 10                                     | 8                                      | 7                                      | 6                                      | 6                                      | 4                                      | 5                                      | 4                                      | 4                                      | 6                                      | 7                                      | 9                                      | 11                                     | 19                                     | 20                                     | 28                                     | 46                                     | uit                                    |

#### NPO Radio 2 Top 2000
| Nummer met noteringen in de NPO Radio 2 Top 2000 | '99 | '00 | '01 | '02 | '03 | '04 | '05 | '06 | '07 | '08 | '09  | '10  | '11  | '12  | '13  | '14  | '15  |
| ------------------------------------------------ | --- | --- | --- | --- | --- | --- | --- | --- | --- | --- | ---- | ---- | ---- | ---- | ---- | ---- | ---- |
| Pour que tu m'aimes encore                       | 295 | -   | 716 | 787 | 769 | 796 | 898 | 910 | 986 | 867 | 1181 | 1220 | 1319 | 1252 | 1621 | 1707 | 1610 |

1. ↑  Een '-' betekent dat het nummer niet was genoteerd en een vetgedrukt getal geeft de hoogste notering aan.
2. ↑  Deze tabel is bijgewerkt tot en met de laatste editie (2024).

### Gordon

#### Nederlandse Top 40
| Hitnotering: 02-09-1995 t/m 13-01-1996 | Hitnotering: 02-09-1995 t/m 13-01-1996 | Hitnotering: 02-09-1995 t/m 13-01-1996 | Hitnotering: 02-09-1995 t/m 13-01-1996 | Hitnotering: 02-09-1995 t/m 13-01-1996 | Hitnotering: 02-09-1995 t/m 13-01-1996 | Hitnotering: 02-09-1995 t/m 13-01-1996 | Hitnotering: 02-09-1995 t/m 13-01-1996 | Hitnotering: 02-09-1995 t/m 13-01-1996 | Hitnotering: 02-09-1995 t/m 13-01-1996 | Hitnotering: 02-09-1995 t/m 13-01-1996 | Hitnotering: 02-09-1995 t/m 13-01-1996 | Hitnotering: 02-09-1995 t/m 13-01-1996 | Hitnotering: 02-09-1995 t/m 13-01-1996 | Hitnotering: 02-09-1995 t/m 13-01-1996 | Hitnotering: 02-09-1995 t/m 13-01-1996 | Hitnotering: 02-09-1995 t/m 13-01-1996 | Hitnotering: 02-09-1995 t/m 13-01-1996 | Hitnotering: 02-09-1995 t/m 13-01-1996 | Hitnotering: 02-09-1995 t/m 13-01-1996 | Hitnotering: 02-09-1995 t/m 13-01-1996 |
| Week                                   | 1                                      | 2                                      | 3                                      | 4                                      | 5                                      | 6                                      | 7                                      | 8                                      | 9                                      | 10                                     | 11                                     | 12                                     | 13                                     | 14                                     | 15                                     | 16                                     | 17                                     | 18                                     | 19                                     |                                        |
| -------------------------------------- | -------------------------------------- | -------------------------------------- | -------------------------------------- | -------------------------------------- | -------------------------------------- | -------------------------------------- | -------------------------------------- | -------------------------------------- | -------------------------------------- | -------------------------------------- | -------------------------------------- | -------------------------------------- | -------------------------------------- | -------------------------------------- | -------------------------------------- | -------------------------------------- | -------------------------------------- | -------------------------------------- | -------------------------------------- | -------------------------------------- |
| Positie                                | 33                                     | 27                                     | 23                                     | 20                                     | 16                                     | 13                                     | 12                                     | 10                                     | 10                                     | 8                                      | 7                                      | 7                                      | 7                                      | 4                                      | 4                                      | 11                                     | 19                                     | 31                                     | 32                                     | uit                                    |

#### Mega Top 50
| Hitnotering: 02-09-1995 t/m 20-01-1996 | Hitnotering: 02-09-1995 t/m 20-01-1996 | Hitnotering: 02-09-1995 t/m 20-01-1996 | Hitnotering: 02-09-1995 t/m 20-01-1996 | Hitnotering: 02-09-1995 t/m 20-01-1996 | Hitnotering: 02-09-1995 t/m 20-01-1996 | Hitnotering: 02-09-1995 t/m 20-01-1996 | Hitnotering: 02-09-1995 t/m 20-01-1996 | Hitnotering: 02-09-1995 t/m 20-01-1996 | Hitnotering: 02-09-1995 t/m 20-01-1996 | Hitnotering: 02-09-1995 t/m 20-01-1996 | Hitnotering: 02-09-1995 t/m 20-01-1996 | Hitnotering: 02-09-1995 t/m 20-01-1996 | Hitnotering: 02-09-1995 t/m 20-01-1996 | Hitnotering: 02-09-1995 t/m 20-01-1996 | Hitnotering: 02-09-1995 t/m 20-01-1996 | Hitnotering: 02-09-1995 t/m 20-01-1996 | Hitnotering: 02-09-1995 t/m 20-01-1996 | Hitnotering: 02-09-1995 t/m 20-01-1996 | Hitnotering: 02-09-1995 t/m 20-01-1996 | Hitnotering: 02-09-1995 t/m 20-01-1996 | Hitnotering: 02-09-1995 t/m 20-01-1996 |
| Week                                   | 1                                      | 2                                      | 3                                      | 4                                      | 5                                      | 6                                      | 7                                      | 8                                      | 9                                      | 10                                     | 11                                     | 12                                     | 13                                     | 14                                     | 15                                     | 16                                     | 17                                     | 18                                     | 19                                     | 20                                     |                                        |
| -------------------------------------- | -------------------------------------- | -------------------------------------- | -------------------------------------- | -------------------------------------- | -------------------------------------- | -------------------------------------- | -------------------------------------- | -------------------------------------- | -------------------------------------- | -------------------------------------- | -------------------------------------- | -------------------------------------- | -------------------------------------- | -------------------------------------- | -------------------------------------- | -------------------------------------- | -------------------------------------- | -------------------------------------- | -------------------------------------- | -------------------------------------- | -------------------------------------- |
| Positie                                | 36                                     | 26                                     | 19                                     | 17                                     | 15                                     | 12                                     | 11                                     | 10                                     | 8                                      | 8                                      | 8                                      | 7                                      | 5                                      | 4                                      | 5                                      | 11                                     | 15                                     | 23                                     | 33                                     | 49                                     | uit                                    |